# Ommatocarcinus
Ommatocarcinus is een geslacht van kreeftachtigen uit de klasse van de Malacostraca (hogere kreeftachtigen).

## Soorten
- Ommatocarcinus arenicola Glaessner, 1960 †
- Ommatocarcinus fibriophthalmus Yokoya, 1933
- Ommatocarcinus granulatus Chen, 1998
- Ommatocarcinus macgillivrayi White, 1851
- Ommatocarcinus pulcher Barnard, 1950